# 올슈틴 마주리 공항

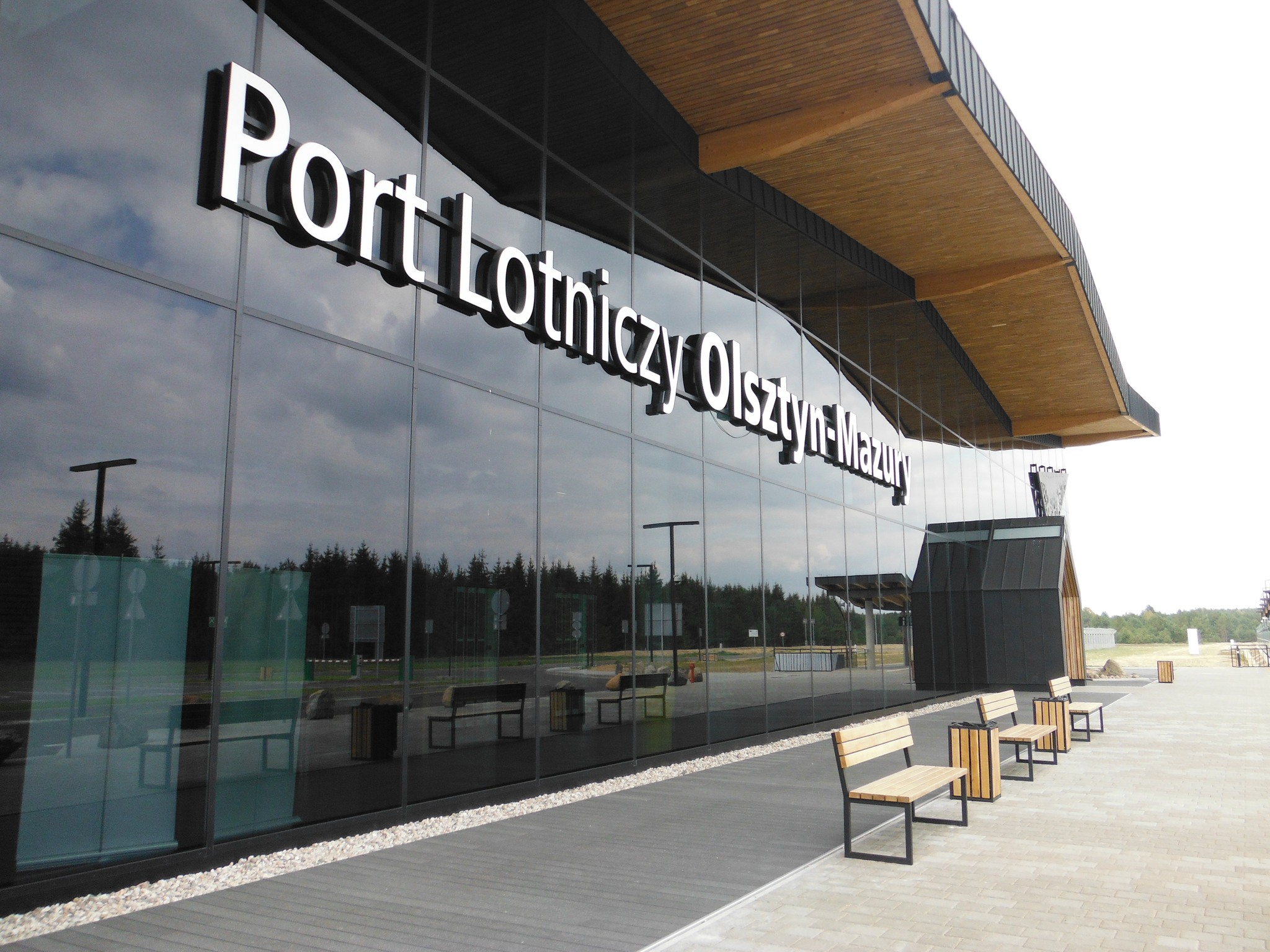
올슈틴 마주리 공항 외관

올슈틴 마주리 공항(폴란드어: Port lotniczy Olsztyn-Mazury, IATA: SZY, ICAO: EPSY)은 폴란드 바르미아마주리주 슈치트노군 시마니에 있는 공항이다. 슈치트노 중심에서 약 10km, 올슈틴 도심에서 남동쪽으로 약 56km 떨어져 있다. 바르미아마주리주에 있는 유일한 공항이다.